# OMG Girlz
The OMG Girlz (acrónimo de Officially Miss Guided) é um grupo adolescente feminino norte-americano. Formado por Tameka "Tiny" Cottle e Kiesha Miles em 2009, o grupo feminino de Atlanta apareceu pela primeira vez em um episódio da série Tiny and Toya da BET.
Pouco depois do lançamento de seu primeiro single "Ain't Nobody", em 2010, ex-integrante Reginae "Baby Carter" Carter, filha do rapper americano Lil Wayne e Antonia Wright, afastou-se do grupo. Alguns meses mais tarde, o segundo single da OMG Girlz, "Haterz" foi lançado.
Em 2010, as meninas lançaram seu terceiro single intitulado "Pretty Girl Bag", um remix de Soulja Boy "Pretty Boy Swag". O single ganhou reconhecimento nacional e airplay. O grupo classificado em mais de dois milhões de visualizações em apenas 10 meses depois de lançar o vídeo da música correspondente no YouTube. O grupo reduzido mais uma vez depois de Lourdes Rodriguez (Lolo), irmã de Bahja Rodriguez, deixou o grupo, a razão dada foi a de que ela era muito jovem. No entanto, depois de uma pesquisa online bem aceita, durante o qual o grupo o single "So Official" foi lançado, Breaunna Womack tornou-se membro mais novo e terceiro do grupo devido a encontrá-la em uma dança vídeo do YouTube para a canção de Beyoncé "Ego".
Em 2011, as meninas fez o teste em um concurso para performar no Scream Tour e ganhou. O grupo foi adicionado a escalação do Scream Tour que contou com Diggy Simmons, Mindless Behavior, Jacob Latimore, Jawan Harris e TK-N-Cash. As meninas estão atualmente em estúdio gravando seu álbum de estreia auto-intitulado Officially Miss Guided. No mesmo ano, Lourdes "Lolo" Rodriguez deixou o grupo, depois que ela foi considerada como sendo muito jovem. Breaunna "Babydoll" Womack se juntou ao grupo quase que imediatamente após a partida de Lolo.
Em 2012 foi anunciado que o Scream Star Entertainment adicionou as meninas para a escalação em seu mais nova tur, Scream Tour: The Next Generation Part 2, estrelado por Diggy Simmons, TK-N-Cash, Torion, Jungle Boogie e Jawan Harris. A turnê começou no final de agosto de 2012.
Apenas algumas semanas antes da data lançamento do álbum de estreia, o grupo que levou para a Ustream anunciou o álbum intitulado "Officially Miss Guided" não ser lançado na data proposta, 02 de outubro de 2012. Razões apontadas foram que não foi "aperfeiçoado" e antes de o álbum cair, não seria mais lançado um single. Como dito por Beauty, "Quando o álbum sair, vai ser incrível." Nenhuma data oficial foi definido até o momento.

## Os membros atuais
- Zonnique Pullins (Miss Star)
- Bahja Rodriguez (Miss Beauty)
- Breaunna Womack (Miss BabyDoll)

### ex-membros
- Reginae Carter (Baby Carter)
- Lourdes Rodriguez (Lolo)

## Discografia

### Álbuns de estudios
- 2012 Officially Miss Guided

### Singles
- 2011 Gucci This (Gucci That)
- 2012 Where the Boys At?
- 2012 Lover Boy
- 2012 Money Dance
- 2012 My Clique

### Com nova formação
| Title                     | Year | Peak chart positions[a] | Peak chart positions[a] | Album                  |
| Title                     | Year | US                      | US R&B                  | Album                  |
| ------------------------- | ---- | ----------------------- | ----------------------- | ---------------------- |
| "Gucci This (Gucci That)" | 2012 | —                       | 59                      | Officially Miss Guided |
| "Where the Boys At?"      | 2012 | —                       | 77                      | Officially Miss Guided |